# Клеарх Атински
Клеарх (датум непознат) је био атински комични песник старогрчке нове комедије.
Његова дјела Corinthioi, Kithardos и Pandoros Атенеј цитира у дјелу Deipnosophistae.